# 야스이 테츠

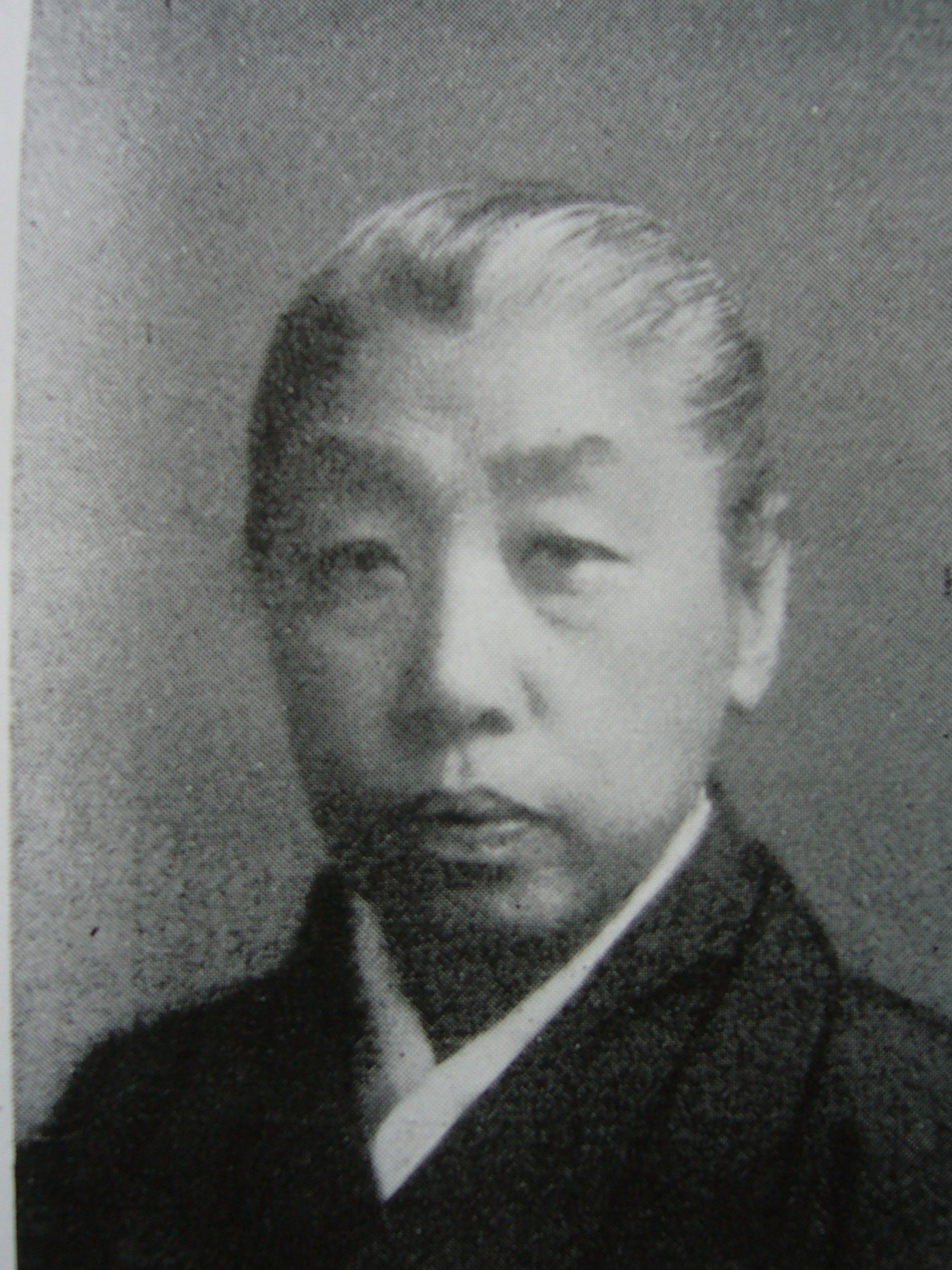

야스이 테츠(일본어: 安井 てつ: 1870년 3월 24일[메이지 3년 2월 23일] - 1945년[쇼와 20년] 12월 2일)는 일본의 교육자다. 여자교육에 주력하여 니토베 이나조와 함께 동경여자대학을 설립했다.